# Gerard Noel (2e baronnet)
Pour les articles homonymes, voir Gerard Noel.
Gerard Noel, 2e baronnet (17 juillet 1759 - 25 février 1838), de Welham Grove dans le Leicestershire et d'Exton Park à Rutland, connu sous le nom de Gerard Edwards jusqu'en 1798, est un député anglais.

## Famille
Il est le fils de Gerard-Anne Edwards de Welham Grove et de lady Jane Noel, fille de Baptist Noel (4e comte de Gainsborough). Son père est le fils illégitime de Mary Edwards et de lord Anne Hamilton, fils cadet de James Hamilton (4e duc de Hamilton). Il fait ses études au Collège d'Eton et au St John's College, à Cambridge.

## Carrière
Il devient associé d'une banque de Westminster. Il entre au Parlement en 1784 en tant que député de Maidstone. Cependant, à la mort de son cousin, Thomas Noel, député de Rutland, il démissionne pour être élu dans ce comté (où les Noels occupent régulièrement l'un des sièges depuis des siècles). Il représente Rutland (en deux périodes) pendant plus de quarante ans. Partisan à l'origine de Pitt le Jeune, il appartient à un groupe de députés qui, en 1788, tentent de former un tiers parti indépendant, entre Pitt et Charles James Fox. Par la suite, il revient dans les rangs conservateurs.
En 1798, il hérite des terres de son oncle, Henry Noel (6e comte de Gainsborough) (mais pas de la pairie, qui ne pouvait passer par la lignée féminine), et change son nom de famille en Noel. Il est haut-shérif de Rutland pour 1812.

## Vie personnelle
Il se marie trois fois. En 1780, il épouse Diana Noel (décédée en 1823), fille de Charles Middleton (1er baron Barham) contrôleur de la marine. L'année suivante, Middleton devient baronnet, avec un reliquat spécial pour son nouveau gendre s'il n'a pas de fils. Middleton devient plus tard premier lord de l'amirauté et est élevé à une pairie sous le nom de Lord Barham avec un reste spécial pour la baronnie en faveur de sa fille. Lord Barham meurt le 17 juin 1813 sans descendance masculine. Noel hérite par conséquent de son titre de baronnet, tandis que sa femme hérite de la pairie. Ils ont dix-huit enfants :
- Charles Noel (1er comte de Gainsborough) (1781-1866), député, qui hérite de la baronnie de sa mère et du titre de baronnet de son père, crée plus tard comte de Gainsborough (recréation du titre).
- Gerard Thomas Noel (1782-1851), chanoine de Winchester et père de Caroline Maria Noel (1817-1877), auteur de l'hymne "Au nom de Jésus".
- Horace Noel (1783-1807)
- Henry Robert Noel (1784-1800)
- William Middleton Noel (1789–1859), député de Rutland 1838-1840
- Frederic Noel (1790–1833), officier de marine
- Francis James Noel (1793–1854), recteur de Teston et Nettlestead dans le Kent
- Berkeley Octavius Noel (1794-1841)
- Leland Noel (1797-1870), vicaire d'Exton
- Baptist Wriothesley Noel (1799–1873)
- Louisa Elizabeth Noel (décédée en 1816), mariée à William Hoare (décédée en 1819)
- Emma Noel (décédée en 1873), mariée à Stafford O'Brien (décédée en 1864)
- Charlotte Margaret Noel (décédée en 1869), qui épouse (en 1813) Thomas Welman et (en 1839) Thomas Thompson
- Augusta Julia Noel (décédée en 1833), mariée à Thomas Babington (décédé en 1871)
- Juliana Hicks Noel (décédée en 1855), mariée au révérend Samuel Phillips

Il se remarie en 1823 avec Harriet Gill (décédée en 1826), sa maîtresse depuis de nombreuses années, dont il a une fille, Harriet Jane (m. Don Ysidro Lopez d'Arze).
Après la mort de Harriet, il se marie une troisième fois, en 1831, avec Isabella Evans.
Il est décédé le 25 février 1838.